# HR 511
HR 511 (také označovaná jako V987 Cassiopeiae či Gliese 75) je oranžový trpaslík hlavní posloupnosti o spektrálním typu K0V v souhvězdí Kasiopeji. Nachází se ve vzdálenosti zhruba 32,8 světelných let od Slunce.
Její zdánlivá hvězdná velikost činí 5,63, takže je na hranici viditelnosti pouhým okem. Hvězda je přibližně stejně stará jako Slunce, avšak má jen asi 83 % sluneční hmotnosti a 82 % slunečního poloměru. Nebyla identifikována jako člen žádné známé pohybové skupiny hvězd.
HR 511 vykazuje neobvyklé emise Ca II a je podstatně zářivější v rentgenovém záření než Slunce. Jedná se o relativně aktivní hvězdu. Její metalicita je podobná sluneční, s naměřenou abundancí železa [Fe/H] = −0,02.
Radiální rychlost této hvězdy je přibližně 2,64 km/s.